# Remo nos Jogos Pan-Americanos de 2011 - Skiff duplo peso leve feminino
A competição do skiff duplo peso leve feminino foi um dos eventos do remo nos Jogos Pan-Americanos de 2011. Foi disputada na Pista de Remo e Canoagem, em Ciudad Guzmán, nos dias 15 e 18 de outubro.

## Calendário
Horário local (UTC-6).
| Data          | Horário | Fase          |
| ------------- | ------- | ------------- |
| 15 de outubro | 10:30   | Eliminatórias |
| 18 de outubro | 09:49   | Final A       |

## Medalhistas
| Ouro   | MEX Analicia Ramírez e Lila Pérez Rul    |
| Prata  | CUB Yaima Velázquez e Yoslaine Domínguez |
| Bronze | USA Michelle Sechser e Chelsea Smith     |

## Resultados

### Eliminatórias
| Pos. | Remadoras                             | País               | Tempo   | Obs. |
| ---- | ------------------------------------- | ------------------ | ------- | ---- |
| 1    | Michelle Sechser e Chelsea Smith      | USA Estados Unidos | 7:23.67 | FA   |
| 2    | Yaima Velázquez e Yoslaine Domínguez  | CUB Cuba           | 7:26.26 | FA   |
| 3    | Analicia Ramírez e Lila Pérez Rul     | MEX México         | 7:27.92 | FA   |
| 4    | Sofía Esteras e Carolina Schiffmacher | ARG Argentina      | 7:33.90 | FA   |
| 5    | Luciana Granato e Camila de Carvalho  | BRA Brasil         | 7:36.21 | FA   |
| 6    | Jennieffer Zuñiga e María Samayoa     | GUA Guatemala      | 7:55.98 | FA   |

### Final A
| Pos.              | Remadoras                             | País               | Tempo   | Obs. |
| ----------------- | ------------------------------------- | ------------------ | ------- | ---- |
| Medalha de ouro   | Analicia Ramírez e Lila Pérez Rul     | MEX México         | 7:16.04 |      |
| Medalha de prata  | Yaima Velázquez e Yoslaine Domínguez  | CUB Cuba           | 7:17.77 |      |
| Medalha de bronze | Michelle Sechser e Chelsea Smith      | USA Estados Unidos | 7:18.88 |      |
| 4                 | Sofía Esteras e Carolina Schiffmacher | ARG Argentina      | 7:24.05 |      |
| 5                 | Luciana Granato e Camila de Carvalho  | BRA Brasil         | 7:32.49 |      |
| 6                 | Jennieffer Zuñiga e María Samayoa     | GUA Guatemala      | 7:59.52 |      |

### Remo
| S | Classificado(a) para as semifinais |    |                        | FA | Final A (disputa de medalhas) |  |  | FD | Final D (sem medalhas) |
| Q | Classificado(a) para as quartas    | FB | Final B (sem medalhas) | FE | Final E (sem medalhas)        |  |  |    |                        |
| R | Classificado(a) para a repescagem  | FC | Final C (sem medalhas) | FF | Final F (sem medalhas)        |  |  |    |                        |